# Celcyclus

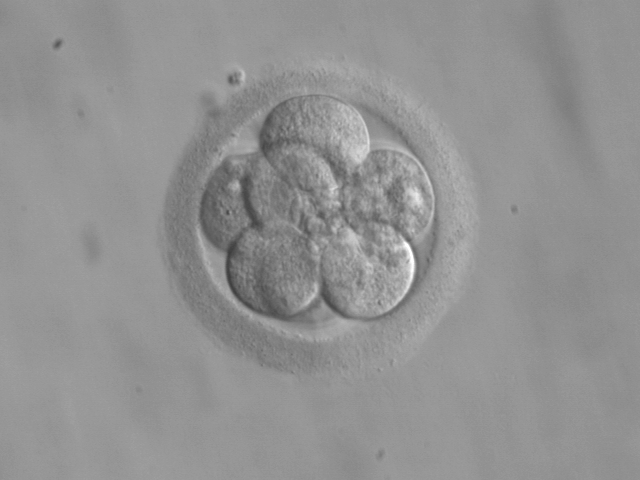
Embryo van acht cellen. Het resultaat van drie generaties celdeling vanuit de zygote.

Celcyclus is bij eukaryotische cellen het cyclische proces van celdeling en groei, tot de volgende celdeling.
Groei en ontwikkeling zijn kenmerken van het leven. Omdat alle organismen uit één of meer cellen bestaan, is groei een proces dat begint op het niveau van de cel. Bij eukaryoten bevat elke diploïde cel een aantal paren chromosomen, waarbij de twee chromosomen van een paar (behoudens soms de geslachtschromosomen) min of meer aan elkaar gelijk zijn. Een organisme kan soms wat groeien doordat zijn cellen in grootte toenemen, maar voor verdere groei is vermeerdering van cellen nodig.
Het principe van vermeerdering van cellen is eenvoudig: een cel doorloopt een fase waarin zij in omvang toeneemt, plasmagroei, daarna deelt de cel zich waarbij twee nieuwe dochtercellen worden gevormd.

## Vormen van celdeling
Bij prokaryoten delen de cellen door binaire deling.
Bij eukaryoten zijn er twee vormen van celdeling:
- mitose, waarbij de chromosomenparen zich verdubbelen en paarsgewijs uit elkaar gaan. De dochtercellen hebben daardoor hetzelfde aantal chromosomen als de moedercel.
- meiose die voorkomt bij de vorming van haploïde dochtercellen uit diploïde moedercellen, zoals geslachtscellen of sporen, afhankelijk van de aard van de levenscyclus, waarbij de chromosomenparen uit elkaar gaan.

De celdeling waarbij twee cellen ontstaan die dezelfde kenmerken bezitten als de cel waaruit zij ontstaan zijn, heet (ongeslachtelijke) deling. Aan de deling gaat de mitose vooraf.
Het proces van celvermeerdering door deling bestaat zelf weer uit drie fasen: 
- een fase waarin het erfelijke materiaal van een cel verdubbeld wordt;
- de mitose: een fase waarin dit verdubbelde erfelijke materiaal over beide toekomstige cellen verdeeld wordt;
- de deling van het cytoplasma, cytokinese, met als resultaat twee dochtercellen die, wat betreft de erfelijke informatie, identiek zijn aan de moedercel.

Een groeiende cel heeft meer voedingsstoffen nodig en produceert meer afvalstoffen. Deze 'logistieke belasting' vormt een rem op de maximaal mogelijke grootte van een cel. Hoe groter namelijk de cel, hoe langzamer voedings- en afvalstoffen (door diffusie) via het cytoplasma getransporteerd kunnen worden. Een kleinere cel heeft een sneller stoffentransport en daardoor een snellere stofwisseling. Een snellere stofwisseling resulteert in snellere groei. Dit betekent dat kleine cellen sneller tot volwaardige cellen uitgroeien, waarna ze opnieuw kunnen delen. Een meercellig organisme is voor zijn groei dus aangewezen op uitbreiding van het aantal cellen, hetgeen wordt bewerkstelligd door celdeling.

## Fasen in de celcyclus

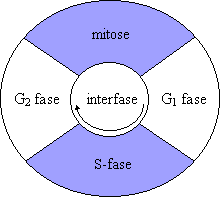
Schematische weergave van de celcyclus

Eukaryote cellen hebben eenzelfde celcyclus, deze is ruwweg in te delen in twee fases, namelijk:
1. Interfase, voorbereiden op het delen van de cel. De interfase wordt onderverdeeld in drie subfases:
  - De G1-fase, belangrijke toename van cytoplasma in de cel; plus het aanmaken van eiwitten, ter voorbereiding op de celdeling.
  - De S- of synthesefase, de cel gaat alle chromosomen of anders gezegd alle informatie die de celkern bevat voor het functioneren van de cel kopiëren door replicatie. Het verdubbelde celkern-materiaal kan dan bij de mitose worden gedeeld. Elk van de twee nieuwe chromosomen heet nu chromatide.
  - De G2-fase, de periode tussen het verdubbelen van het DNA en de deling van de cel. In deze fase worden stoffen gemaakt die belangrijk zijn voor de celdeling.
Tussen de G1- en S-fase en na de G2-fase zijn er ook 'checkpoints' (controlepunten). CH2 (checkpoint 2, na G2) controleert of de DNA-replicatie goed is afgerond. Kleine fouten worden hersteld, maar als er zich te grote fouten voordoen gaat de cel in apoptose (geprogrammeerde celdood).
2. Mitotische fase, de uiteindelijke deling van de kern:
  - De mitose of kerndeling, waarbij de chromosomenparen paarsgewijs uit elkaar gaan.
  - De cytokinese: de deling van het cytoplasma.

## Duur van de verschillende fasen
De duur van de verschillende fasen is afhankelijk van het celtype en het organisme. Gemiddeld duurt in een celcultuur één celcyclus bij cellen van zoogdieren 12 tot 24 uur.
Twee belangrijke fasen tijdens de celcyclus zijn de S-fase en de M-fase. Tijdens de M-fase wordt de mitose, waarin de kern gedeeld wordt, gevolgd door deling van de hele cel: cytokinese. De M-fase van een zoogdiercel is relatief kort en duurt ongeveer één uur. De periode tussen twee M-fasen wordt de interfase genoemd. De interfase bestaat uit de G1-, S- en G2-fase. Tijdens de S-fase (S = synthese), repliceert (kopieert) de cel zijn DNA, wat essentieel is voor de celdeling. Voorafgaand aan, en aansluitend aan de S-fase, zijn er twee fases waarin de cel kan groeien. De G1-fase (G = gap) is de fase tussen de voltooide M-fase en het begin van de S-fase. De G2-fase is de fase tussen de voltooide S-fase en het begin van de M-fase. Gedurende deze fases wordt er ook gecontroleerd of de interne en externe omstandigheden van de cel geschikt zijn en of de voorbereidingen klaar zijn om de cel te laten doorgaan met mitose of de S-fase. De G1-fase speelt hier een belangrijke rol bij. De lengte van de G1-fase kan sterk variëren, afhankelijk van externe omstandigheden en extracellulaire signalen van andere cellen. Als de omstandigheden van een cel niet goed zijn, bijvoorbeeld bij DNA-schade, of als de cel niet voldoende organellen heeft, kan de cel overgaan in een speciale fase: de G0-fase. Hoelang de cel in de G0-fase blijft kan variëren van dagen tot zelfs jaren. Tijdens de G0-fase kunnen eventuele fouten worden hersteld. Zijn de extracellulaire omstandigheden goed, de eventuele fouten hersteld en zijn de signalen om te groeien en te delen aanwezig, dan bereiken de cellen in de G1- of G0-fase na enige tijd een bepaald punt aan het einde van de fase, het restriction-point. Pas als een cel dit punt gepasseerd is, gaat de cel over tot DNA-replicatie, zelfs als de extracellulaire signalen, die de groei en deling stimuleren, zijn verwijderd.
| Celtype                                              | G1        | S-fase | G2  | Mitose    | Totale duur van de celcyclus |
| ---------------------------------------------------- | --------- | ------ | --- | --------- | ---------------------------- |
| Slijmzwam (Physarum polycephalum)                    | zeer kort | 2      | 4   | 0,7       | ca. 7,7                      |
| Tuinboon (Vicia faba) Meristeem van het wortelpuntje | 4         | 9      | 3,5 | 2         | 18,5                         |
| Muis (Mus musculus) Tumorcellen in een cultuur       | 10        | 9      | 4   | zeer kort | ca. 24                       |
| Mens (Homo sapiens) Tumorcellen in een cultuur       | 8         | 6      | 4,5 | zeer kort | ca. 19,5                     |

## Regulatie van de celcyclus
Het verloop van de celcylus berust geheel op de cyclische opbouw en afbraak van cycline-Cdk-eiwitcomplexen. Verschillende mechanismen binnen de cel kunnen de cycline-Cdk-afbraak en -opbouw beïnvloeden als reactie op signalen van zowel buiten als binnen de cel. De cycline-Cdk-concentraties stijgen telkens voordat de G1-, de S- en de G2-fase beginnen en vallen drastisch terug aan het einde ervan. Men neemt aan dat een controlepunt bereikt wordt op het moment dat de maximumhoeveelheid van deze cycline-CdK's aanwezig is. Daarna vindt weer een snelle afbraak van de cycline-CdK-complexen tot afzonderlijke cyclines en Cdk's plaats. De CdK's fosforyliseren een groep andere eiwitten en sturen zo de celcyclus.

### Omstandigheden buiten de cel
Celgrootte, hoeveelheid aanwezige voedingsstoffen, aantal buurcellen en de groeiomstandigheden van het organisme bepalen naast de omstandigheden in de cel de delingsactiviteit. 

### Omstandigheden in de cel
Gedurende de opeenvolgende fasen wordt door een stuurmechanisme op verschillende momenten (checkpoints) gecontroleerd of de celdeling goed verloopt en de vorige fase goed is afgesloten voordat overgegaan wordt naar de volgende fase. Op zo'n controlemoment is het mogelijk dat de celdeling afgebroken wordt of dat de cel overschakelt op geprogrammeerde celdood (apoptose).
- Controle op DNA-beschadigingen
  - Verkeerde nucleotiden op de DNA-streng
  - Verstoorde DNA-stofwisseling
  - DNA beschadigd door straling of chemische stoffen (mutaties)

Bij afwijkingen in de G- of S-fase stopt de celdeling en treedt een reparatiemechanisme in werking.
- Controle op de vorming van de spoelfiguur

De chromatiden in de anafase van de mitose splitsen zich pas als alle centromeren met transportdraden aan het spoellichaampje (centrosoom) zijn verbonden en de chromosomen in het equatoriale vlak naast elkaar zijn komen te liggen (bij de meiose worden in meiose I eerst de homologe chromosomen van elkaar gescheiden en pas in meiose II worden de chromatiden gesplitst).
De celcyclus bij kankercellen wordt niet meer door het organisme gecontroleerd. Deze cellen delen zich autonoom (zelfstandig) en de duur van de celdeling is veranderd.